# Jan Rudziński

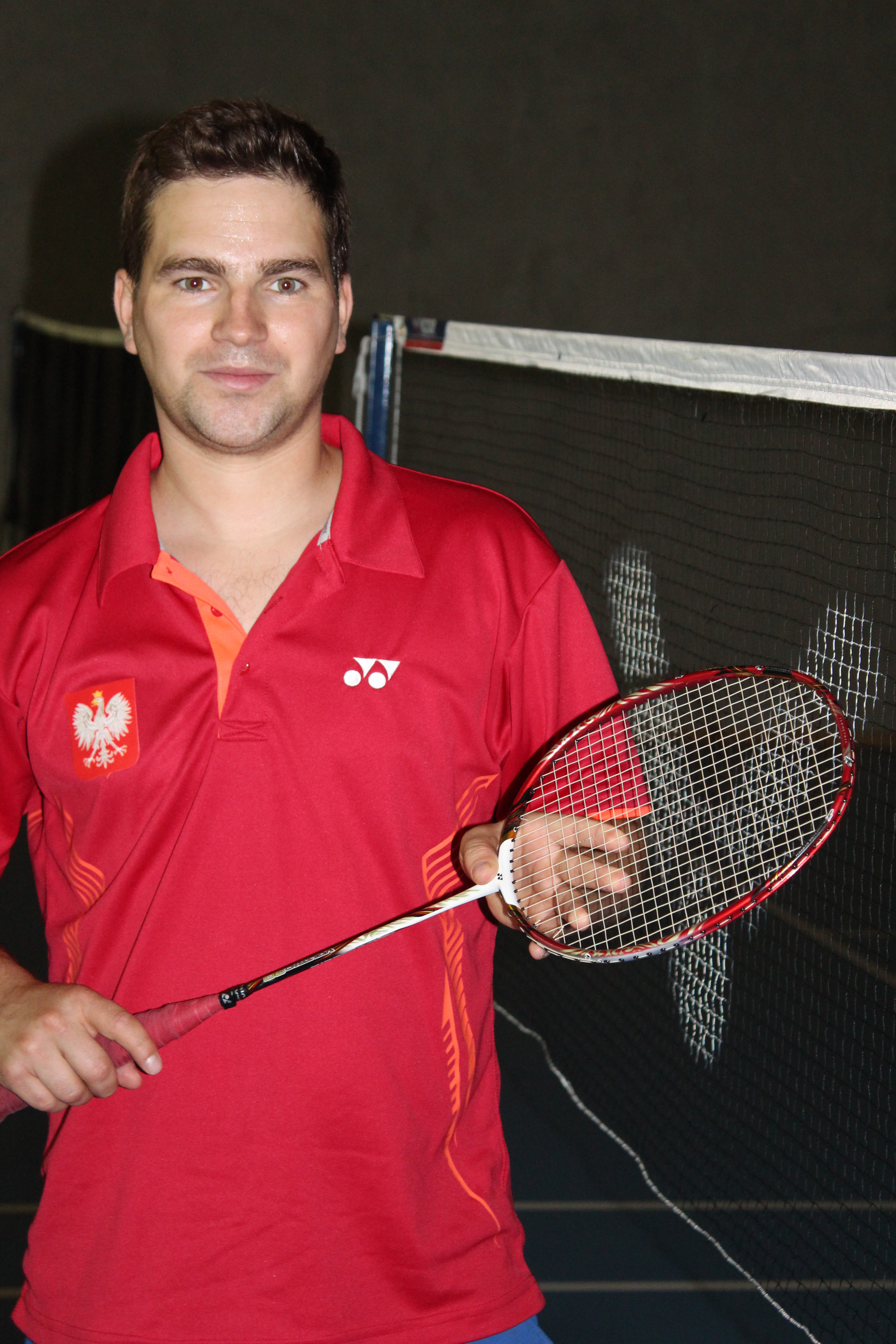
Jan Rudziński

Jan Rudziński (ur. 22 września 1982 r. w Warszawie) – polski badmintonista.

## Życiorys
Zaczął grać w badmintona w wieku 7 lat w klubie AZS Uniwersytet Warszawski. 
Jan Rudziński razem w Pawłem Prądzińskim wygrał turniej Iceland International 2017 w grze podwójnej. Był również na podium zawodów w Turcji, Słowacji, Izraelu, Brazylii, Peru, Algierii oraz Egiptu.
W 2017 r. grał na Mistrzostwach Świata w Glasgow oraz Mistrzostwach Europy w Hiszpanii w 2018 r. Najwyżej sklasyfikowany na 68 miejscu na liście światowej.
Jest pięciokrotnym brązowym medalistą mistrzostw Polski. W 2005 z Michałęm Mirowskim a następnie w 2014 roku razem z Hubertem Pączkiem staną na najniższym stopniu podium. W 2017 i 2018 roku powtórzył ten sukces, tym razem z Pawłem Prądzińskim. Następnego roku zdobył brązowy medal w parze z Pawłem Pietryją. Kilkukrotny medalista Akademickich Mistrzostw Europy.